# Montmorin (Puy-de-Dôme)
Montmorin – miejscowość i gmina we Francji, w regionie Owernia-Rodan-Alpy, w departamencie Puy-de-Dôme.
Według danych na rok 1990 gminę zamieszkiwało 431 osób, a gęstość zaludnienia wynosiła 32 osoby/km² (wśród 1310 gmin Owernii Montmorin plasuje się na 444. miejscu pod względem liczby ludności, natomiast pod względem powierzchni na miejscu 683.).